# Willisau Stadt

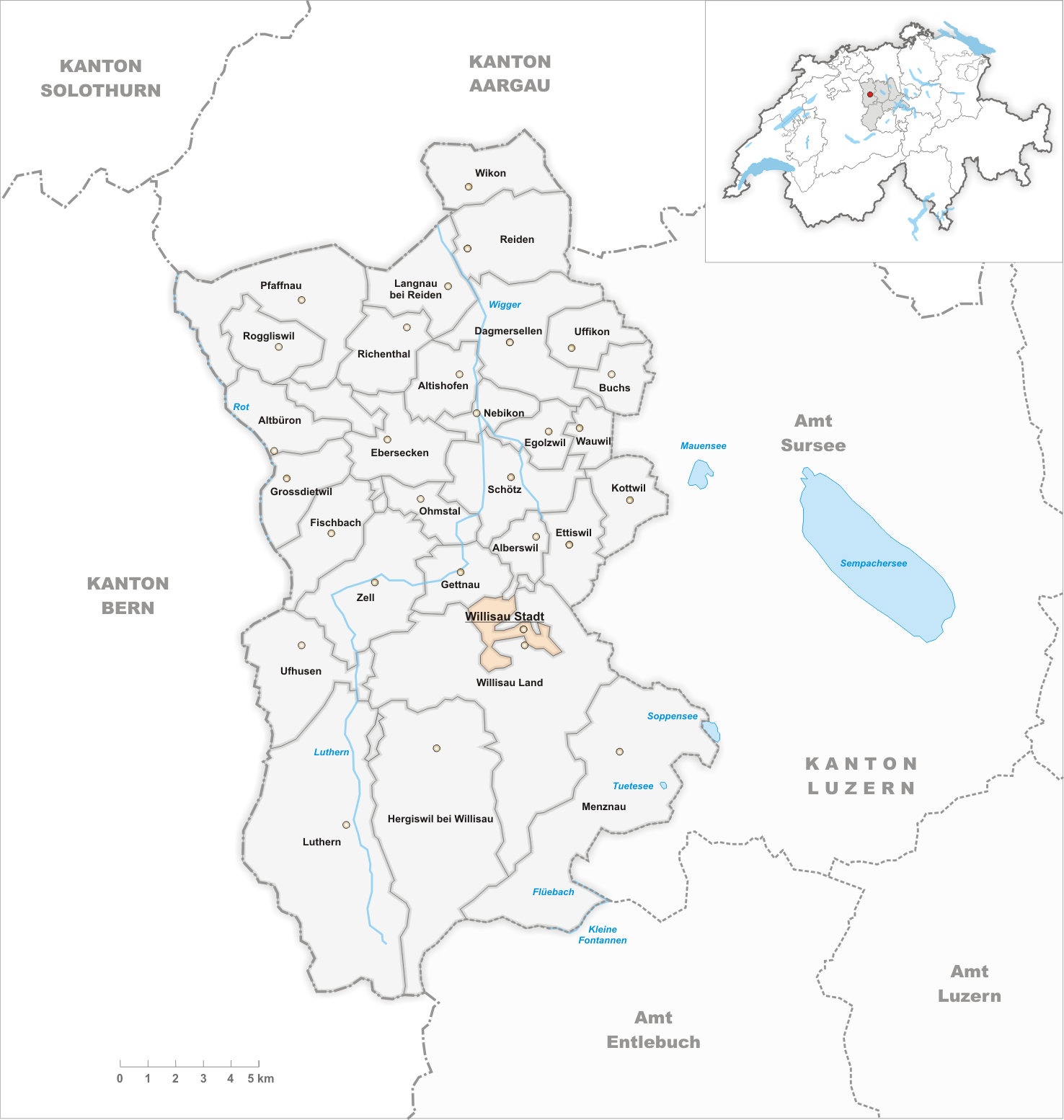
Gemeindestand vor der Fusion am 1. Januar 2006

Willisau Stadt war bis zum 31. Dezember 2005 eine politische Gemeinde im Amt Willisau des Kantons Luzern in der Schweiz.
Seit dem 1. Januar 2006 ist sie mit Willisau Land zur neuen Gemeinde Willisau vereinigt.

## Geographie
Willisau Stadt liegt im Luzerner Hinterland am Rande der nördlichen Ausläufer des Napfs, am Zusammenfluss von Buech- und Änziwigger. Die ehemalige Gemeinde war beinahe gänzlich von Willisau Land umschlossen.
60 % der früheren 3,37 km² Fläche sind mit Wald bedeckt. Der Rest ist stark überbaut. Zur Gemeinde Willisau Stadt gehörten als Kern das Städtchen, das nähere Umland im Talkessel und auf dem südlichen Hügel (Schulen), der Willbrigwald nördlich der Kernzone und die Hirsere.
Den zweitgrössten Teil bildeten die Sänti, das Industriegebiet Rossgassmoos und ein Teil des St. Niklausen-Hügels. Ebenfalls zu Willisau Stadt gehörte das Staldemoos an der Strasse gegen Gettnau. Die Grenzziehung war äusserst kompliziert und ging auf historische Ereignisse zurück.

## Frühere Nachbargemeinden
Willisau-Stadt grenzte an Alberswil, Gettnau und Willisau Land.

## Bevölkerung

### Bevölkerungsentwicklung
Trotz mittelalterlichem Stadtrecht blieb die Zahl der Bewohner gering. Von 1798 bis 1880 verdoppelte sich die Einwohnerzahl (+ 105,4 %). Danach folgte ein leichter Rückgang bis 1900. Seither wuchs die Bevölkerung nochmals markant an (1900–2004: + 93,7 %). Besonders gross war das Wachstum zwischen 1950 und 1960 (1950–1960: + 17,8 %). Nur in den 1970er-Jahren gab es einen kleinen Einbruch im Wachstum (1970–1980: − 3,3 %).
| Bevölkerungsentwicklung | Bevölkerungsentwicklung |
| Jahr                    | Einwohner               |
| ----------------------- | ----------------------- |
| 1798                    | 970                     |
| 1850                    | 1231                    |
| 1880                    | 1637                    |
| 1900                    | 1594                    |
| 1950                    | 2129                    |
| 1960                    | 2508                    |
| 1970                    | 2728                    |
| 1980                    | 2639                    |
| 1990                    | 2866                    |
| 2000                    | 2996                    |

### Sprachen
Die Bevölkerung benutzt als Umgangssprache eine hochalemannische Mundart. Bei der letzten Volkszählung im Jahr 2000 gaben 91,15 % Deutsch, 3,64 % Albanisch und 1,30 % Serbokroatisch als Hauptsprache an.

### Religionen – Konfessionen
In früheren Zeiten war die gesamte Bevölkerung Mitglied der Römisch-Katholischen Kirche. Durch Kirchenaustritte und Zuwanderung aus anderen Regionen der Schweiz und dem Ausland hat sich dies geändert. Heute (Stand 2000) gibt es 78,87 % römisch-katholische, 9,35 % evangelisch-reformierte und 1,77 % orthodoxe Christen. Daneben findet man 4,47 % Muslime, 1,47 % Konfessionslose und 0,70 % Angehörige anderer nichtchristlicher Religionen. Die Muslime sind meist albanischer, kurdischer und türkischer Herkunft; die Minderheit der Angehörigen anderer Religionen fast ausschliesslich Hindus tamilischer Abstammung aus Sri Lanka.

### Herkunft – Nationalität
Von den 3087 Einwohnern Ende 2004 waren 2684 Schweizer und 403 Ausländer (= 13,1 %). Bei der letzten Volkszählung waren 84,78 % (einschliesslich Doppelbürger 86,35 %) Schweizer Staatsangehörige. Die grössten Einwanderergruppen kommen aus Serbien-Montenegro (meist Albaner; aber auch Slawen), Mazedonien (meist Albaner), Italien, Portugal, Deutschland, Kroatien, der Türkei und aus Sri Lanka.

## Verkehr
Willisau liegt an der Bahnstrecke Luzern-Langenthal. Daneben bestehen die beiden Buslinien Willisau-Ettiswil-Sursee und Willisau-Hergiswil-Hübeli. Die nächstgelegenen Autobahnanschlüsse sind (an der A2) Dagmersellen in 11 km und Sursee in 13 km Entfernung.

## Geschichte
Erstmals wird der Ort in einer Schenkungsurkunde an das Kloster Allerheiligen in Schaffhausen als Willineshouwo im Jahr 1101 erwähnt. Lange Zeit waren die Herren von Hasenburg-Willisau die Besitzer. Sie erwarben um 1272 das Stadtrecht für Willisau. Sie unterstanden später den Habsburgern. Nach dem Aussterben der Hasenburger erbten die Grafen von Aarberg-Valangin das Städtchen. Beim Einfall der Gugler im Jahr 1375 liessen die Habsburger die Stadt vor deren Eintreffen abbrennen. Die Besitzer forderten von den Habsburgern Schadenersatz. Herzog Leopold von Österreich liess die Stadt 1386 erneut verbrennen, weil sie ihm Widerstand leistete. Dies führte zu einer hohen Verschuldung der Besitzerfamilie und führte dazu, dass bis 1415 ein Streit mit den zahlungsunwilligen Habsburgern tobte. Am 15. Januar 1407 gingen die Rechte an der Herrschaft Willisau für 8000 Gulden an die Stadt Luzern. Bis 1798 war es Sitz der Vogtei Willisau, danach bis 1803 des Distrikts Willisau und seither des damals neu geschaffenen Amts Willisau.

## Fusion mit Willisau Land
Willisau Stadt entstand mit der Helvetik als die Stadt, die Rechte auf das Land verlor. Dadurch ergaben sich eine abenteuerliche Grenzziehung und in vielen Fällen unpraktikable Aufteilung. Dies wurde nun nach über 200 Jahren korrigiert. Auf den 1. Januar 2006 hat Willisau Stadt mit der Gemeinde Willisau Land zur neuen Gemeinde Willisau fusioniert.